# Kampen (Sylt)
Kampen (Sylt) (fryz. Kaamp) – niemiecka gmina uzdrowiskowa w kraju związkowym Szlezwik-Holsztyn, w powiecie Nordfriesland, wchodzi w skład związku gmin Landschaft Sylt. Leży na wyspie Sylt, na północ od Westerlandu.

## Współpraca
Miejscowość partnerska:
- Lech, Austria[1]